# 1,5,5,6,6,10-hexaclorodecano
El 1,5,5,6,6,10-hexaclorodecano es un compuesto orgánico de fórmula molecular C10H16Cl6,. Es una parafina clorada de diez carbonos y seis átomos de cloro. Es isómero de posición del 2,3,4,5,6,8-hexaclorodecano —conocido como chlorowax 500C— pero, a diferencia de este, dos de sus átomos de cloro están unidos a los dos carbonos terminales.

## Propiedades físicas y químicas
El 1,5,5,6,6,10-hexaclorodecano es un sólido cuya densidad aproximada es de 1,3 ± 0,1 g/cm³. Su punto de fusión es 84 °C y su punto de ebullición es de aproximadamente 421 °C, unos 20 °C por encima del de chlorowax 500C.
El valor estimado del logaritmo de su coeficiente de reparto, logP = 5,42, significa que es considerablemente más soluble en disolventes apolares —como el 1-octanol— que en disolventes polares como el agua.

## Síntesis
El 1,5,5,6,6,10-hexaclorodecano se obtiene haciendo reaccionar 1,1,1,5-tetracloropentano con una disolución de amoniaco en etanol en presencia de a óxido de platino previamente reducido.
Otra vías de síntesis parten también de 1,1,1,5-tetracloropentano en éter. A esta disolución se le añade bromuro de etilmagnesio hasta que el éter hierve moderadamente y luego se hace circular gas de etano y etileno. Con este procedimiento se forma, además de 1,5,5,6,6,10-hexaclorodecano, 1,1,5-tricloropentano.
Igualmente se puede añadir a la disolución de partida cloruro de cobalto anhidro, para posterior tratamiento con bromuro de etilmagnesio. En este segundo caso se obtienen como subproductos 1,5,6,10-tetraclorodeceno además del citado 1,1,5-tricloropentano.

## Usos
El 1,5,5,6,6,10-hexaclorodecano puede utilizarse como precursor en la fabricación de capas epitaxiales con aplicación en circuitos integrados. También como agente reductor para formar material de tungsteno sobre sustratos utilizando procesos de deposición de vapor.